# Malleola brevisaccata
Malleola brevisaccata är en orkidéart som beskrevs av Johannes Jacobus Smith. Malleola brevisaccata ingår i släktet Malleola och familjen orkidéer.
Artens utbredningsområde är Sulawesi. Inga underarter finns listade i Catalogue of Life.